# Гречиха 'Башкирская Красностебельная'
Гречиха 'Башкирская Красностебельная' — сорт гречихи.

## Происхождение
Сорт гречихи 'Башкирская Красностебельная' получен селекционерами путём отбора из гибридов с участием красноцветкового мутанта сорта 'Рубра' и красностебельными черноплодными биотипами сортов 'Черноплодная', 'Уфимская' и 'Чишминская'.
Включен в Государственный реестр селекционных достижений по Уральскому региону.

## Характеристика сорта
Диплоид. Тип роста индетерминантный. Верхушечное соцветие — щиток. Бутоны, цветки и стебель красные. Сорт создан в целях использования надземной биомассы в качестве дешевого сырьевого материала для производства ценного лекарственного препарата Рутин.
Средняя урожайность в — 9,8 ц/га, на 2,0 ц/га . В Республике Башкортостан при урожайности 10,5 ц/га уступил стандарту 'Чишминская' на 2,6 ц/га. Максимальная урожайность — 19,0 ц/га.
Сорт 'Башкирская Красностебельная' превосходит сорт 'Уфимская' по содержанию флавоноидов в соцветиях в 1,6 раза, а в листьях и стеблях в 1,4 раза и его можно рассматривать как потенциальный источник для промышленного получения флавоноидов, которые используются для создания фармацевтических препаратов и БАД.
Среднеспелый, вегетационный период 72—98 дней, созревает одновременно со стандартом 'Чишминская' или на 1-3 дня позднее.
Содержание рутина составило в цветках — до 5,39 %, в листьях — до 11,2 %, в стеблях — до 1,26 %. Наземная часть содержит в качестве основного компонента рутин (3—5 %), а также сопутствующего ему другие флавоноиды — кверцетин, изокверцетин и др. К сопутствующим веществам относятся фенилпропаноиды (хлорогеновая и кофейная кислоты), галловая и протокатеховая кислоты. Плоды белки (6—12 %), углеводы (крахмала — до 80 %), жиры, органические кислоты (лимонная, яблочная, щавелевая). Гречиха сорта содержит витаминами B1, B2, PP, фолиевую кислоту, каротин.
Масса 1000 зерен 27—30 г. Аскохитозом поражается средне.